# 矢部定政
矢部 定政（やべ さだまさ）は、安土桃山時代の武将。織田氏、豊臣氏の家臣。

## 生涯
本郷泰茂（やすしげ）の次男として誕生。本郷氏は村上源氏の一族・美作朝親の末裔で、若狭国大飯郡本郷を本貫地としていた国人。
織田氏家臣・矢部家定の養子となる。養父・家定は、菅屋長頼、長谷川秀一、福富秀勝、堀秀政と織田家奉行五人衆として織田信長の近習として仕えていた。実父・泰茂は、元亀元年（1570年）に家定が仲介して信長の傘下に入り、この時の縁により定政を養子にしたと思われる。
天正10年（1582年）の本能寺の変後は、養父と豊臣秀吉に馬廻衆として仕え、小田原征伐に従軍した頃、家督を継いだとされる。文禄の役では、拠点となった肥前国名護屋城二の丸を警護した。慶長年間、10,000石を領していたが、封地は不明である。
慶長5年（1600年）、関ヶ原の戦いで西軍に属し、伏見城の戦いに参戦し、大津城の戦いにも加わったが、大津城落城前に大坂に引き揚げた。西軍に参加したために、戦後に改易された。
実兄・本郷信富の系統は旗本として存続しており、本郷泰固もこの末裔とみられる。